# 1823 в Україні

## Події
- утворення «Товариства з'єднаних слов'ян» (Слов'янський союз[1]) — таємна революційна організація, заснована у Новограді-Волинському, що ставила собі за мету знищення Російської імперії та створення федеративного союзу демократичних республік слов'янських народів.
- Машівське заворушення — антифеодальний виступ кріпосних робітників суконної мануфактури в с. Машеве (нині село Семенівського району Чернігівської обл.)

## Особи

### Народились
- 1 січня, Каспер Щепковський (1823—1899) — польський чернець-єзуїт, педагог, освітній діяч.
- 17 січня, Антоній Якса-Марцинківський (1823—1880) — українсько-польський літературний критик, етнограф, сатирик, перекладач і письменник.
- 31 січня, Пйотр Якса-Биковський (1823—1889) — польський письменник, етнограф, засновник театру в Кам'янці-Подільському.
- 3 березня — Костянтин Ушинський — педагог, реформатор шкільної освіти (пом. 1870).
- 5 березня, Войтковський Василь Миронович (1823—1904) — російський педагог, історик церкви та богослов.
- 20 березня, Лашнюков Іван Васильович (1823—1869) — український історіограф, професор історії та статистики.
- 9 квітня, Посяда Іван Якович (1823—1894) — український громадський діяч, педагог, член Кирило-Мефодіївського Братства.
- 10 квітня, Сементовський Костянтин Максимович (1823—1902) — український етнограф, фольклорист і літературний критик.
- 15 квітня, Шкрібляк Юрій Іванович (1823—1885) — гуцульський токар, майстер плаского різьблення по дереву, родоначальник родини різьбярів.
- 22 квітня, Василь Ільницький — український історик, культурний діяч, педагог, письменник, театральний критик, священик УГКЦ. (пом. 1895).
- 9 липня, Генрик Гіполіт Родаковський (1823—1894) — польський художник-портретист.
- 15 липня, Кирило Любовидзький (1823—1898) — римо-католицький луцько-житомирський єпископ.
- 3 серпня, Мітюков Каллиник Андрійович (1823—1885) — професор римського права. Ректор Київського університету.
- 9 серпня, Олександр Навроцький — український громадсько-політичний і культурний діяч, поет і перекладач, член Кирило-Мефодіївського братства. (пом. 1892).
- 16 серпня, Алеку Гурмузакі (1823—1871) — юрист, журналіст, фольклорист, громадсько-культурний діяч.
- 10 вересня, Лаврівський Іван Андрійович (1823—1873) — український галицький композитор, диригент, священик УГКЦ.
- 12 вересня, Корнель Уєйський (1823—1897) — польський поет-романтик, публіцист, громадський діяч.
- 23 вересня, Воронцов Семен Михайлович (1823—1882) — російський генерал, учасник Кавказької та Кримської війн.
- 18 жовтня — Платон Павлов — історик, освітній та громадський діяч. (пом. 1895).
- 24 жовтня, Псьол Глафіра Іванівна (1823—1886) — українська художниця.
- 26 жовтня, Гузар Дмитро (1823—1908) — священик УГКЦ, почесний крилошанин митрополичої капітули, парох у Завалові від 1856 р.
- 23 листопада, Бунге Микола Християнович (1823—1895) — вчений-економіст, академік, державний діяч; міністр фінансів і голова Комітету міністрів Російської імперії.
- 28 листопада, Миколай Зиблікевич (1823—1887) — польський політик і юрист, граф, президент Кракова, голова Галицького сейму.
- 29 листопада, Матвій Номис (справжнє прізвище — Симонов) — український етнограф, фольклорист, письменник і педагог, укладач і видавець одного з найповніших і найавторитетніших зібрань-антології українського усного фольклору малих жанрів. (пом. 1901).
- 4 грудня, Іван Гушалевич — український поет, письменник і драматург, політичний діяч, журналіст, видавець, теолог. (пом. 1903).
- 29 грудня, Модест (Стрільбицький) (1823—1902) — духовний письменник, магістр Київської духовної академії, архієпископ Волинський та Житомирський Відомства православного сповідання Російської імперії. Священноархімандрит Свято-Успенської Почаївської лаври.
- Бродський Ізраїль Маркович (1823—1888) — київський підприємець, засновник «цукрової імперії», меценат.
- Гогоцька Євдокія Іванівна (1823—1888) — українська громадська діячка, меценатка, відома завдяки своєму внеску у видавничій та освітній справах у Києві у другій половині XIX століття.
- Генрик Стецький (1823—1895) — нумізмат, археолог. Власник маєтків у Романові і Межичах.
- Крузе Микола Федорович (1823—1901) — російський громадський діяч і письменник.
- Юліан Шемельовський (1823—1891) — адвокат, галицький політик, посол до Галицького сейму, бургомістр Львова.

### Померли
- 1 квітня, Гриневецький Мелетій Модест (1758—1823) — церковний діяч (УГКЦ), богослов та історик, джерелознавець, професор і ректор Львівського університету.
- 28 березня, Іов Потьомкін (1752—1823) — єпископ Відомства православного сповідання Російської імперії, архієпископ Катеринославський.
- 29 квітня, Іван (Іриней) Фальковський (Фальківський) — український науковець (історик, математик, географ, астроном), письменник, ректор Києво-Могилянської академії, єпископ Чигиринський, Смоленський і Дорогобузький. (нар. 1762).
- 27 травня, Гловачевський Кирило Іванович (1735—1823) — співак, художник, викладач портретного живопису, колезький радник.
- 1 вересня, Бойко Катерина Якимівна (1783—1823) — мати Тараса Григоровича Шевченка.
- 9 листопада, Капніст Василь Васильович (1758—1823) — визначний український поет, драматург і громадсько-політичний діяч.
- Халім Ґерай — принц з династії Ґераїв, кримськотатарський хроніст, історик та поет (нар. 1772).

## Засновані, створені
- утворення «Товариства з'єднаних слов'ян».
- Васильківська управа — одна з гілок Південного товариства декабристів, що діяла під орудою Сергія Муравйова-Апостола та Михайла Бестужева-Рюміна у місті Василькові та околицях.
- Антонівка (Розівський район)
- Багатівка (Розівський район)
- Вишнювате
- Гута-Перейма
- Жеребкове
- Зубів (Чернігівський район)
- Листвянка
- Мар'ївка (Баштанський район)
- Маринопіль (Розівський район)
- Махлинець
- Мирське
- Михайлівка (Ананьївський район)
- Михайлівка (Ізяславський район)
- Новодворівка
- Новоолександрівка (Біловодський район)
- Пробудження (Більмацький район)
- Струтинка (Ананьївський район)

## Пам'ятні дати та ювілеї

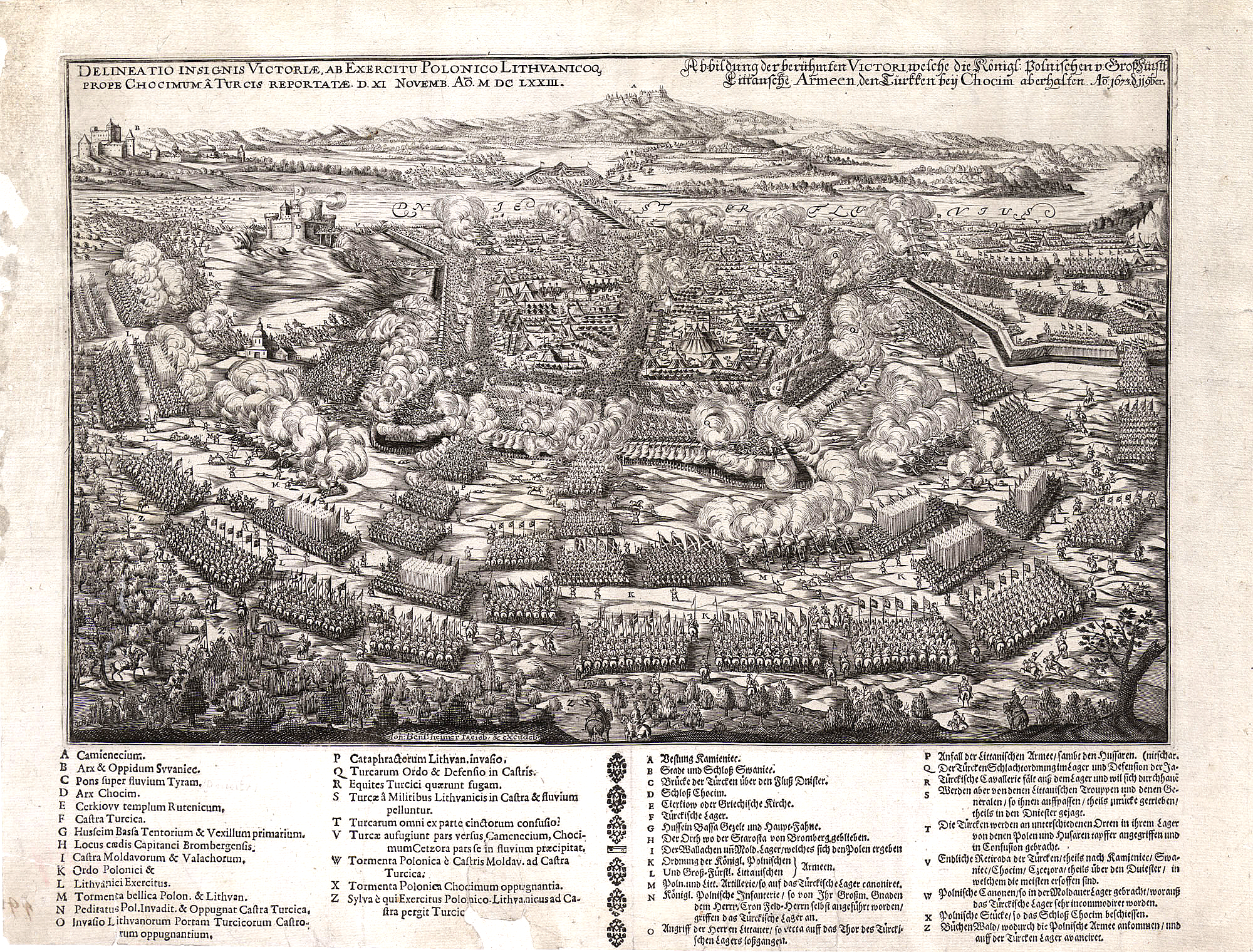
Хотинська битва

- 925 років з часу (898 рік):
  - Облоги Києва — нападу кочівників-угорців на чолі з ханом Алмошем на Київ в ході їх кочування на захід і попередній завоюванню батьківщини на Дунаї (з центром в Паннонії)[2].
  - першої писемної згадки про місто Галич[3][4][5] — колишньої столиці Галицько-Волинського князівства, наймогутнішої твердині на південно-західних давньоруських землях, а нині — центру Галицької міської громади Івано-Франківської області.
- 750 років з часу (1073 рік):

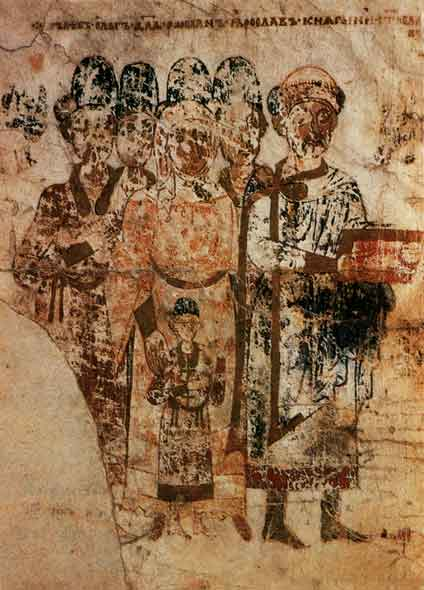
Зображення Святослава Ярославича в «Ізборнику» 1073 року

- - розпаду триумвірату в результаті захоплення великокняжого престолу Святославом Ярославичем (до 1076 року) за допомогою брата Всеволода[6].
  - укладення енциклопедичного збірника Ізборник Святослава[6].
- 650 років з часу (1173 рік):
  - другого походу великого князя володимирського Андрія Боголюбського на Київщину[7] та його розгромлення під Вишгородом українцями під командуванням Мстислава Ростиславича та луцького князя Ярослава Ізяславича, який після перемоги став великим київським князем[8].

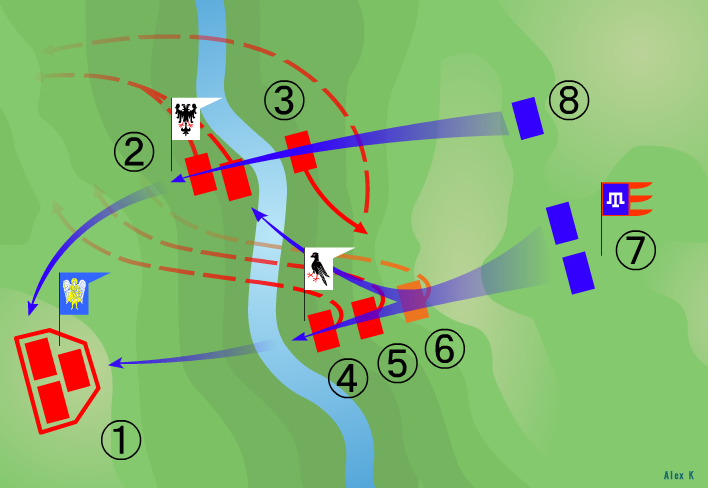
Уявний план битви на Калці за Іпатіївським літописом(31 травня 1223 року):1) Кияни Мстислава Романовича; 2) Чернігівці Мстислава Святославича; 3) Курчани Олега Святославича; 4) Галичани Мстислава Удатного; 5) Волинці Данила Романовича; 6) Половці Яруна; 7) Монголи Субедея і Джебе; 8) Бродники Плоскині.

- 600 років з часу (1223 рік):

- - 31 травня — битви на річці Калка, коли монгольські війська під командуванням полководців Чингізхана Субедея Баатура і Джебе-нойона перемогли спільні війська руських князів, під керівництвом Мстислава Романовича Київського, Мстислава Мстиславича Галицького, Мстислава Святославича Чернігівського та половецького хана Котяна Сутоєвича.[10].
- 500 років з часу (1323 рік):
  - Ліквідації Переяславського князівства.
- 475 років з часу (1348 рік):
  - вторгнення військ польського короля Казимира III на Галичину та Волинь.
- 425 років з часу (1398 рік):
  - проголошення Вітовта самостійним правителем Великого князівства Литовського, Руського та Жемайтійського.
- 375 років з часу (1448 рік):
  - 15 грудня — самовільне відокремлення Російської Православної Церкви від Київської Митрополії Константинопольського Патріархату та проголошення єпископа Рязанського Іони «Митрополитом Київським» самостійно, без дозволу Вселенського Патріархату[11].
- 325 років з часу (1498 рік):
  - князю Костянтину Острозькому вручено гетьманську булаву Великого князівства Литовського[12][13].
- 275 років з часу (1548 рік):
  - першої писемної згадки про місто Рені (в Ізмаїльському районі Одеської області).
- 250 років з часу (1573 рік):
  - походу флотилії Самійла Кішки в Чорне море до гирла Дунаю.
- 225 років з часу (1598 рік):
  - Повстання гетьмана реєстрового козацтва (1598—1599) Федора Полоуса проти польської влади, того ж року морський похід на Кілію, Білгород, Тягиню і Сілістрію.
  - заснування містечка Тростянець (селище міського типу Гайсинського району, Вінницької області).
  - заснування українськими козаками[14] слободи Більської (Стара Біла[15]) на території Острогозького Слобідського полку, шо стало містечком Старобільськом — районний центр у Луганській області.
- 200 років з часу (1623 рік):
  - обрання Михайла Дорошенка гетьманом Запорозького козацтва[4].
  - походу козацької флотилії Оліфера Голуба в Чорне та Азовське моря, розгром османської ескадри під Кафою.
  - морського походу під рукою гетьмана Михайла Дорошенка на Стамбул.

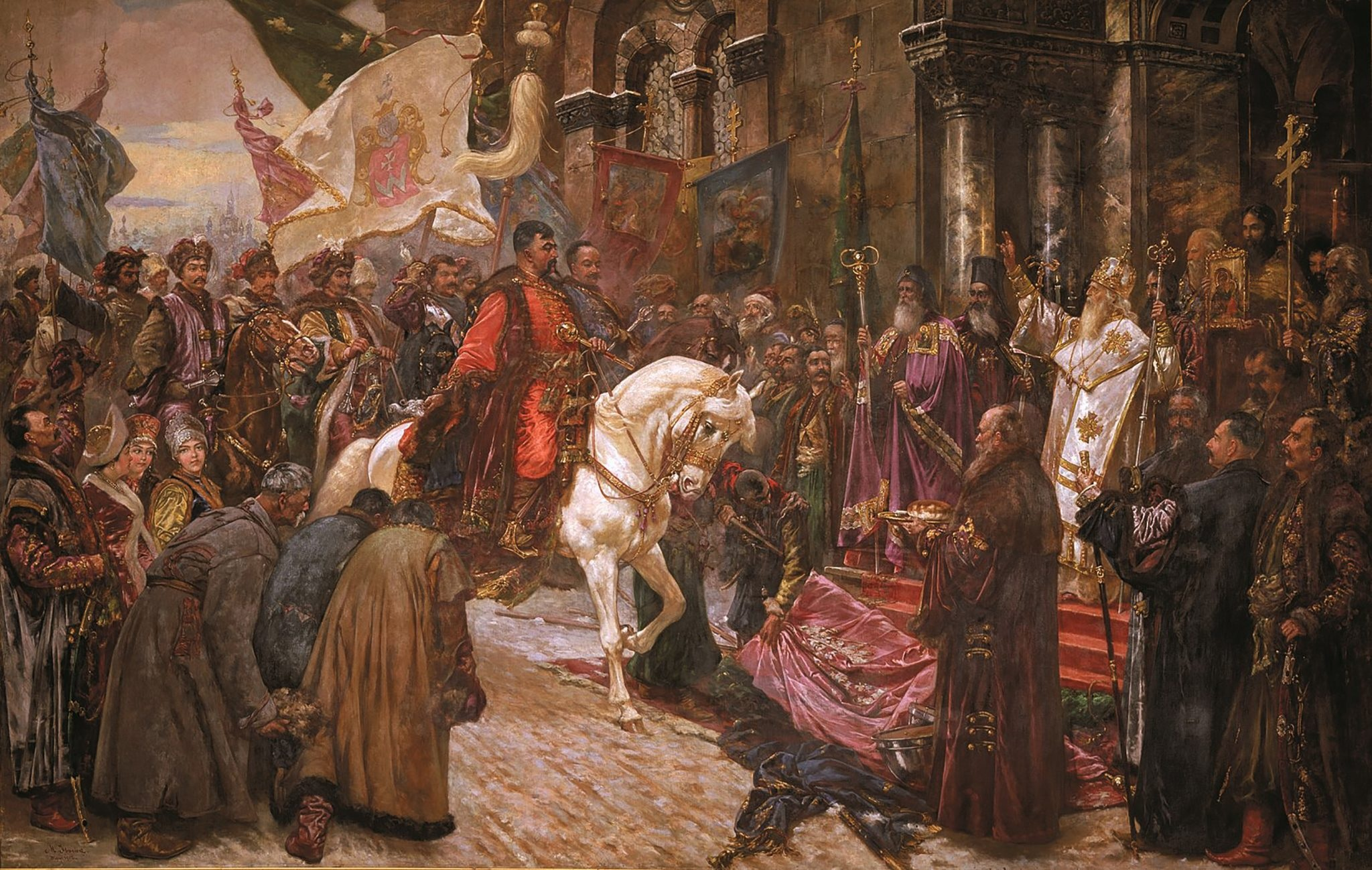
Тріумфальний в'їзд Богдана Хмельницького до Києва у грудні 1648 року

- 175 років з часу (1648 рік):

- - січень — початку повстання козаків на Запорожжі, початку визвольної війни, обрання гетьманом Богдана Хмельницького.
  - березень — укладення Бахчисарайського договору між Гетьманською Україною (гетьманом Богданом Хмельницьким) і Кримським ханством (Кримським ханом Іслямом Ґераєм III) про військово-політичний союз.
  - переможних битв українського козацтва під Жовтими Водами (29 квітня — 16 травня 1648), Корсунем (25 — 26 травня 1648), Пилявцями (21 — 23 вересня 1648)[4].
- 150 років з часу (1673 рік):

- - 11 листопада — Хотинської битви (у ході польсько-турецької війни), в якій об'єднане польське і литовське військо під командуванням коронного великого гетьмана Яна Собеського розбило турецьку армію на чолі з Хусейном-пашею.
  - походів Івана Сірка на Очаків та Ізмаїл[4].
- 100 років з часу (1723 рік):
  - ув'язнення у Петербурзі козацької старшини та обраного нею гетьмана Павла Полуботка.
- 25 років з часу (1798 рік):

- видання перших трьох частин «Енеїди» Івана Котляревського в Санкт-Петербурзі, без відома автора, під назвою: «Енеида. На малороссійскій языкъ перелиціованная И. Котляревскимъ»[4][16].

### Установ та організацій
- 250 років з часу (1573 рік):
  - 25 лютого — заснування у Львові у монастирі святого Онуфрія Іваном Федоровим друкарні[4], де наступного року було надруковано перший східнослов'янський «Буквар»[17].

### Видатних особистостей

#### Народження
- 800 років з часу (1023 рік):
  - народження Анастасії Ярославни, королеви Угорщини (1046—1061 рр.) з династії Рюриковичів, дружини короля Андраша I; наймолодша дочка Ярослава Мудрого та Інгігерди, сестри королеви Франції Анни Ярославни та королеви Норвегії Єлизавети Ярославни (пом 1074).
- 400 років з часу (1423 рік):
  - народження Ма́ртина Ґа́штовта[18][19] / 1505) — київського воєводу, який 1471 року поклав кінець існуванню удільного Київського князівства.
- 300 років з часу (1523 рік):
  - народження Григорія Самборчика (або Григорія з Самбора) — українського (руського) вченого, поета епохи Відродження, гуманіста (пом. 26 лютого 1573).
- 200 років з часу (1623 рік):
  - народження Івана Брюховецького, українського військового, політичного і державного діяча, гетьмана Лівобережної України (1663—1668 рр.). (пом. 17 червня 1668).
  - народження Романа Ракушка-Романовського — державного і церковного діяча другої половини 17 століття. (пом. 1703).
  - народження Іри́ни Сомко — дружини українського гетьмана Якима Сомка. (пом. бл. 1678).
- 175 років з часу (1648 рік):
  - народження Девлета II Ґерая  — кримського хана у 1699—1702, 1709—1713 рр. з династії Ґераїв. (пом. 1718).
- 150 років з часу (1673 рік):
  - народження Гази III Ґерая  — кримського хана у 1704—1707 рр. з династії Ґераї. (пом 1709).
- 125 років з часу (1698 рік):
  - народження Андрія Барятинського  — князя, генерал-майора, члена Генерального військового суду (1734—1737), члена Правління гетьманського уряду (1735—1737)[20], представник княжого роду Барятинських (Борятинських) — нащадки Черніговського князя Михайла Всеволодича.[21] (пом. 1750)
  - народження Митрополита Тимофі́й — релігійного діяча, митрополита Київського та Галицького (1748—1757). (пом. 1767).
- 100 років з часу (1723 рік):
  - 31 жовтня — народження Йова (Базилевича)  — ректора Переяславського і Харківського колегіумів, єпископа Переяславського та Бориспільського безпатріаршої РПЦ. (пом. 1776).
  - народження Василя Григоровича Туманського  — Генерального писаря в 1762—1781 роках, бунчукового товариша, дійсного статського радника. (пом.. 1809).
- 50 років з часу (1723 рік):
  - народження Василя Назаровича Каразіна — українського вченого, винахідника, громадського діяча. Засновника Харківського університету (1805), ініціатора створення одного з перших у Європі Міністерства народної освіти. (пом. 1842).
- 25 років з часу (1798 рік):
- народження Хведора Вовка — українського кобзаря та кобзарського цехмайстера у 1848—1889 рр. (пом.. 1889).

#### Смерті

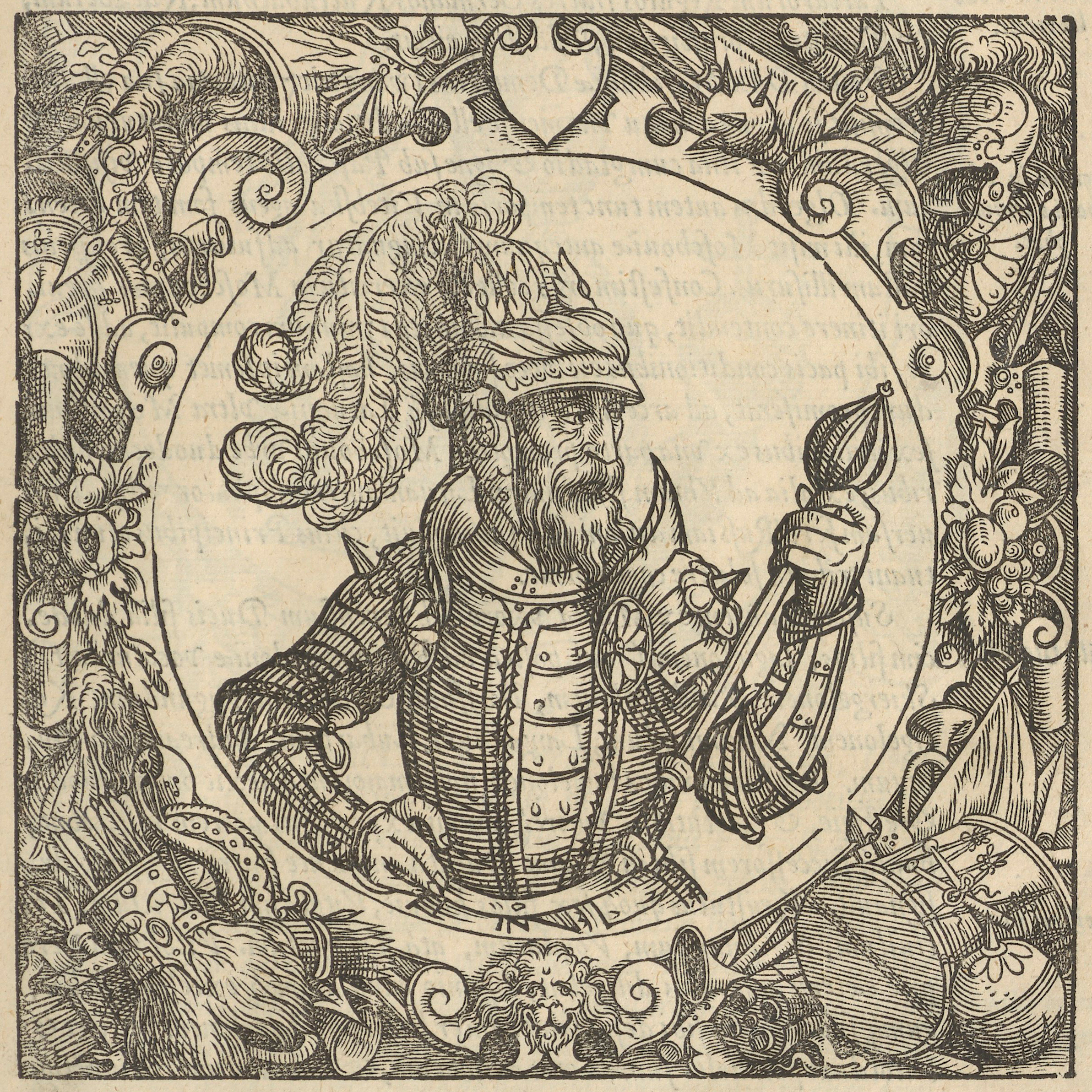
уявний портрет Ольгерда Гедиміновича 1578 року

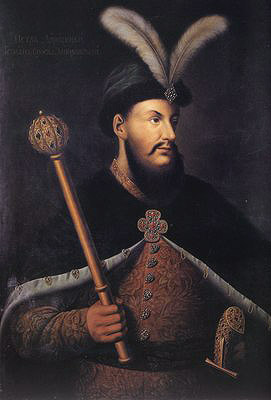
Гетьман Війська Запорозького (1665—1676) Петро Дорошенко

- 750 років з часу (1073 рік):

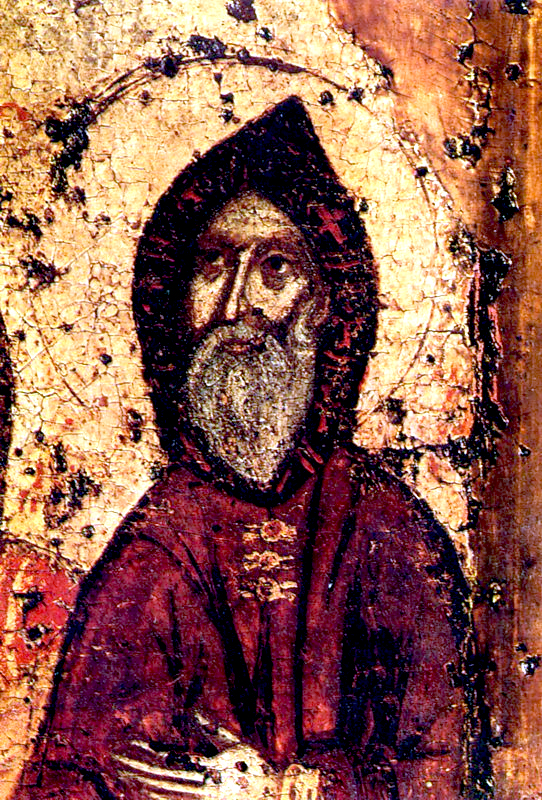
Фрагмент Свенської ікони Божої Матері

- - смерті Антонія Печерського, церковного діяча Русі-України, одного із засновників Києво-Печерського монастиря і будівничог Свято-Успенського собору (нар 983)[4][22];
- 725 років з часу (1098 рік):
  - смерті Єфре́ма II Переясла́вського — церковного діяча, святого XI–XII століть, митрополита Київського.
- 625 років з часу (1198 рік):
  - смерті Ники́фора ІІ — митрополита Київського та всієї України (1182—1198)[23]
- 600 років з часу (1223 рік):
  - 2 червня — смерті Мстисла́ва Рома́новича (Мстисла́ва Старого) — Великого князя Київського (1212—1223) (нар. 1156).
- 475 років з часу (1323 рік):
  - смерті Андрі́я Ю́рійовича та Лева II Ю́рійовича[24]) — галицьких князів із династії Романовичів, співправителів Королівства Русі та Галицько-Волинського князівства[25].
- 450 років з часу (1373 рік):

- - 24 травня — смерті Ольгерда Гедиміновича, великого князя литовського, який за понад 40 років свого правління створив найбільшу державу Європи, що простягалась від Балтійського до Чорного моря (нар. бл. 1296)[26].
- 300 років з часу (1523 рік):
  - смерті Мехме́да I Ґера́я (крим. I Mehmed Geray, ۱محمد گراى‎) — кримського хана у 1515—1523 рр. з династії Ґераї. (нар. 1465).
- 275 років з часу (1548 рік):
  - 1 квітня смерті — Сигізмунда I, короля польського і великого князя Литовського (з 1506 р.) з династії Ягеллонів. (нар. 1 січня 1467).
  - смерті Єжи Крупського — українського[27] шляхтича Королівства Польського, дипломата, воєначальника, каштеляна м. Белз (1509 р.) та м. Львова у 1515 р., белзький воєвода в 1533 р. (нар. 1472).
- 250 років з часу (1573 рік):
  - 26 лютого — смерті Григорія Самборчика (або Григорія з Самбора) — українського (руського) вченого, поета епохи Відродження, гуманіста (нар. 1523).
- 200 років з часу (1623 рік):
  - травень — смерті Богдана Конша[28]) — гетьмана Війська Запорозького.
- 175 років з часу (1648 рік):
  - 16 травня — смерті Мики́ти Ґалаґа́на — українського національного героя, який загинув у ході Корсунської битви.
  - смерті Фе́дора Скоропа́дського — українського військового діяча 17 століття, який загинув в битві на Жовтих Водах.
- 150 років з часу (1673 рік):
  - смерті Степана Орлика — литовсько-білоруського шляхтича польсько-чеського походження, батька українського гетьмана Пилипа Орлика. (нар. 1622).
- 125 років з часу (1698 рік):

- 19 листопада — смерті Петра Дорофійовича Дорошенка — українського військового, політичного і державного діяча; Гетьмана Війська Запорозького, голови козацької держави на Правобережній Україні (1665—1676 рр.). (нар. 14 травня 1627 р.).
- 100 років з часу (1723 рік):
  - 23 листопада — смерті Івана Григоровича Донець-Захаржевського — українського козацького військового діяча, наказного полковника Харківського слобідського козацького полку.
  - Афанасія Олексійовича Заруцького — українського письменника-панегіриста.
- 75 років з часу (1748 рік):
  - 18 травня — смерті Селіма II Ґерая — кримського хана з династії Ґераїв (1743—1748). (нар.. 1708).
- 25 років з часу (1798 рік):
  - смерті Ієроніма (Блонського) — церковного діяча, архімандрита Київського Михайлівського Золотоверхого монастиря, ректор Києво-Могилянської академії (1791—1795). (нар.. 1735).